# Зеленский, Алексей Владимирович
Алексе́й Влади́мирович Зеле́нский (7 марта 1971, Чусовой) — российский саночник, выступал за сборные СССР и России в первой половине 1990-х годов. Участник двух зимних Олимпийских игр, серебряный призёр молодёжного чемпионата мира, участник многих международных турниров и национальных первенств. На соревнованиях представлял спортивное общество «Динамо», мастер спорта международного класса.

## Биография
Алексей Зеленский родился 7 марта 1971 года в городе Чусовой, Пермская область. Проходил подготовку под руководством тренера Игоря Чикишева в местной специализированной детско-юношеской спортивной школе олимпийского резерва «Огонёк», затем присоединился к спортивному обществу «Динамо». На международном уровне дебютировал в возрасте восемнадцати лет, когда съездил на юниорский чемпионат мира в немецкий город Винтерберг и в зачёте двухместных саней завоевал там серебряную медаль. Благодаря череде удачных выступлений попал в Объединённую команду бывших советских республик и удостоился права защищать честь страны на зимних Олимпийских играх 1992 года в Альбервиле — вместе со своим бессменным партнёром Альбертом Демченко пришёл к финишу восьмым.
После Олимпиады Зеленский остался в основном составе российской национальной команды и продолжил принимать участие в крупнейших международных турнирах. Так, в 1993 году он побывал на чемпионате мира в канадском Калгари и финишировал среди двоек пятым. Год спустя занял одиннадцатое место парного разряда на чемпионате Европы в Кёнигсзе, а позже прошёл квалификацию на Олимпийские игры в Лиллехаммер, где они с Демченко были седьмыми. Последний раз Алексей Зеленский участвовал в крупных соревнованиях в 1995 году, когда закрыл десятку сильнейших на чемпионате мира в том же норвежском Лиллехаммере. Несмотря на решение завершить карьеру профессионального спортсмена, его напарник Альберт Демченко продолжил выступать и впоследствии выиграл множество престижных трофеев.